# Níkosz Liberópulosz
Níkosz Liberópulosz (görögül: Νίκος Λυμπερόπουλος) (Filiatrá, Görögország, 1975. augusztus 4. –) görög labdarúgó, aki pályafutása során játszott többek között a Panathinaikószban, az AÉK-ban és az Eintracht Frankfurtban. A görög válogatott tagjaként ott volt a 2008-as és a 2012-es Európa-bajnokságon.

## Pályafutása

### Kezdeti évek
Liberópulosz szülővárosa csapatában, az Eláni Filiatrónban kezdte pályafutását 1991-ben. 1994-ben a Kalamátához igazolt, ahol lehetősége nyílt bemutatkozni az élvonalban. Olyan jól szerepelt, hogy az AÉK, az Olimbiakósz és a Panathinaikósz is felfigyelt rá.

### Panathinaikósz
1996 nyarán a Panathinaikószhoz igazolt. A csapattal bejutott a Bajnokok Ligája elődöntőjébe, jó játéka miatt a Juventus és a Hellas Verona is szerette volna szerződtetni, de sokáig nem volt hajlandó elhagyni klubját. 2003-ban összeveszett a vezetőkkel, ekkor döntött a távozás mellett.

### AÉK
Távozása után úgy tűnt, a Sochaux játékosa lesz, de végül az AÉK Athénhoz került, ahol azonnal a csapat egyik húzóembere lett. Több gólt is szerzett korábbi klubja, a Panathinaikósz ellen, de sosem ünnepeltette magát, ami nagyon szimpatikussá tette a szurkolók szemében. A 2006/07-es szezonban gólkirály lett, így nem meglepő, hogy újabb külföldi kérője akadt. 2007 júniusában remek ajánlatot kapott az 1. FC Nürnbergtől, de nemet mondott. Az AÉK vezetői a klub jövője szempontjából rendkívül fontosnak tartották a döntését, egy évvel később mégis ingyen távozott a csapattól.

### Eintracht Frankfurt
Liberópulosz 2008 nyarán kétéves szerződést kötött az Eintracht Frankfurttal. 2008. augusztus 17-én, a Hertha BSC ellen debütált, első gólját pedig egy Mainz elleni találkozón szerezte. Minden sorozatot egybevéve 55 alkalommal játszott a német klubban és 13 gólt szerzett.

### AÉK
2010-ben visszatér az AÉK-hoz, első gólját egy Hajduk Split elleni Európa-liga-meccsen szerezte. 2010. január 19-én, a Görög Kupában duplázni tudott a Panathinaikósz ellen. Lecserélésekor az ellenfél szurkolóitól is tapsot kapott. 2011-ben megnyerte pályafutása első trófeáját, amikor csapatával elhódította a kupát. A döntőn gólt szerzett, és a meccs legjobbjának is megválasztották. 2011. június 16-án új, egy évre szóló szerződést kötött az AÉK-kal, úgy döntött, ennek lejárta után visszavonul. 2012. május 20-án játszotta utolsó mérkőzését, éppen a Panathinaikósz ellen.

## Válogatott
Liberópulosz 1996-ban mutatkozott be a görög válogatottban, azonban a 2004-es Európa-bajnokságot megnyerő csapatnak nem volt a tagja. Legemlékezetesebb meccsét 2007. június 6-án, egy Moldova elleni Eb-selejtezőn játszotta, amikor a rendes játékidő lejárta után öt perccel győztes gólt szerzett. A 2008-as Európa-bajnokság volt az első nagy válogatott torna, amin szerepelhetett. 2009. szeptember 11-én visszavonult a válogatottságtól, de az új szövetségi kapitány, Fernando Santos egy évvel később rábeszélte a folytatásra. A 2012-es Európa-bajnokságon játszotta utolsó mérkőzését, 2012. június 22-én, Németország ellen.

## Sikerei, díjai

### Klubcsapatban

#### AÉK
- Görög kupagyőztes: 2011

## Fordítás
- Ez a szócikk részben vagy egészben  a   Nikos Liberopoulos című angol Wikipédia-szócikk fordításán alapul.  Az eredeti cikk szerkesztőit annak laptörténete sorolja fel. Ez a jelzés csupán a megfogalmazás eredetét és a szerzői jogokat jelzi, nem szolgál a cikkben szereplő információk forrásmegjelöléseként.

## Külső hivatkozások
- Adatlapja és statisztikái a TransferMarkt.de-n
- Statisztikái a 2012-es Eb-n